# Дрозд, Григорий Анатольевич
Григо́рий Анато́льевич Дрозд (род. 26 августа 1979, Прокопьевск, Кемеровская область) — российский общественный деятель и спортивный функционер, спортивный комментатор, ранее российский профессиональный боксёр и тайбоксер. Чемпион мира и Европы по боксу и тайскому боксу. Чемпион мира по версии WBC (2014-2016).
Заслуженный мастер спорта по тайскому боксу (2001).

## Биография
Григорий Дрозд родился 26 августа 1979 года в городе Прокопьевск Кемеровской области.

## Образование
В 1996 году поступил и в 2001 году окончил Кемеровский филиал Сибирской государственной академии физической культуры.

## Любительская карьера в кикбоксинге
Спортом начал заниматься с 12 лет, вступив в секцию каратэ, и уделил три года этому виду единоборств, но не видя перспектив, перешёл к тренеру Виталию Ильину, под попечительством которого стал чемпионом мира по кикбоксингу. В 15 лет Дрозд стал чемпионом России по кикбоксингу среди юношей в разделе light-контакт, затем было третье место на чемпионате Азии.

## Любительская карьера в тайском боксе
В 1995 году выиграл турнир СНГ по тайскому боксу.
В 1997 году в возрасте 17 лет, занял третье место на чемпионате мира по тайскому боксу, будучи самым молодым спортсменом в турнире. После этого дважды выиграл чемпионаты Европы и получил звание мастера спорта международного класса.
В 2001 году состоялась вторая поездка в Бангкок, и Григорий завоевал золотую медаль чемпионата мира по тайскому боксу. В период 2001—2016 годов на протяжении всей своей боксёрской карьеры тренировался под руководством Сергея Николаевича Васильева.
4 апреля 2015 года на собрании федерации тайского бокса города Москвы Григорий Дрозд выбран президентом федерации.

## Профессиональная боксёрская карьера
Дебютировал на профессиональном ринге в апреле 2001 года в первой тяжёлой весовой категории. В 2002 году завоевал титул чемпиона Сибири, в 2003 титул чемпиона России.
В марте 2004 года нокаутировал в 9-м раунде опытного мексиканского боксёра Сауля Монтану.
В январе 2006 года нокаутировал не имеющего поражений соотечественника Павла Мелкомяна (19-0).

#### Бой с Фиратом Арсланом
В сентябре 2006 года в отборочном поединке за статус обязательного претендента на титул чемпиона мира по версии WBA проиграл нокаутом турку Фирату Арслану.
В 2008 году нокаутировал американца Роба Кэллоуэйя, в следующем бою нокаутировал американца Дарнелла Уилсона. Травмировался и полтора года не выходил на ринг.
В 2012 году победил француза Жана-Марка Монроза.

#### Бой с Матеушем Мастернаком
5 октября 2013 года в Москве завоевал титул чемпиона Европы, нанеся первое поражение в карьере польскому боксёру Матеушу Мастернаку.
15 марта 2014 года защитил этот титул, нокаутировав в первом раунде французского боксёра Жереми Уанну.

#### Чемпионский бой с Кшиштофом Влодарчиком
27 сентября 2014 года Григорий Дрозд выиграл у чемпиона мира по версии WBC поляка Кшиштофа Влодарчика, отобрав престижный пояс. Фаворитом в бою считался Влодарчик, уже проведший шесть обязательных защит, ему отдавали предпочтение и букмекеры, и эксперты, а Дрозд считался аутсайдером. Россиянин доминировал по ходу практически всего поединка, значительно превзойдя польского спортсмена в количестве точных ударов. В восьмом раунде Влодарчик встал на колено, чтобы спастись от атаки Дрозда. Поляку был отсчитан нокдаун. В результате поединка, единогласным решением судей, победителем был объявлен россиянин, впервые завоевавший титул чемпиона мира. В послематчевых интервью Влодарчик объяснил своё провальное поражение жизненными неурядицами, которые не позволили ему полноценно подготовиться и провести бой.
22 мая 2015 года в 9 раунде Дрозд победил техническим нокаутом польского боксера Лукаша Яника.
16 марта 2016 года из-за травм не смог выйти против Илунги Макабу и организация WBC объявила его чемпионом в отпуске.
31 декабря 2017 года объявил о завершении карьеры .

## Таблица боёв
В таблице перечислены результаты всех поединков боксёров.
В каждой строке указан результат поединка. Дополнительно номер поединка обозначен цветом, который обозначает итог поединка. Расшифровка обозначений и цветов представлена в нижеследующей таблице.
| Пример | Расшифровка                     |
| ------ | ------------------------------- |
|        | Победа                          |
|        | Ничья                           |
|        | Поражение                       |
|        | Планируемый поединок            |
|        | Поединок признан несостоявшимся |
| КО     | Нокаут                          |
| ТКО    | Технический нокаут              |
| PTS    | Решение судей (по очкам)        |
| UD     | Единогласное решение судей      |
| MD     | Решение большинства судей       |
| SD     | Раздельное решение судей        |
| RTD    | Отказ от продолжения боя        |
| DQ     | Дисквалификация                 |
| NC     | Поединок признан несостоявшимся |

| Результат | Дата             | Соперник                   | Место боя       | Подробности       | Комментарии |
| --------- | ---------------- | -------------------------- | --------------- | ----------------- | --- |
| 40-1      | 22 мая 2015      | Лукаш Яник (28-2-0)        | Москва          | TKO9 (12), 0:50   | Чемпион мира по версии WBC в 1-м тяжёлом весе (1-я защита Дрозда). Яник в нокдауне в 7-м раунде.                                 |
| 39-1      | 27 сентября 2014 | Кшиштоф Влодарчик (49-2-1) | Москва          | UD (12)           | 118-109, 119-108, 119-108. Завоевал титул чемпиона мира по версии WBC в 1-м тяжёлом весе. Влодарчик 1 раз в нокдауне в 8 раунде. |
| 38-1      | 15 марта 2014    | Джереми Уанна (14-8)       | Москва          | KO 1 (12), 2:40   | Защитил титул EBU. |
| 37-1      | 5 октября 2013   | Матеуш Мастернак (30-0)    | Москва          | TKO 11 (12), 0:55 | Завоевал титул EBU. |
| 36-1      | 17 декабря 2012  | Жан-Марк Монроз (25-5)     | Москва          | UD (12)           | 120-106, 119-107, 119-107. Завоевал вакантный титул WBA International. Монроз 2 раза в нокдауне в 9 раунде.                      |
| 35-1      | 20 июня 2012     | Фабио Гарридо (25-2)       | Москва          | TKO 1 (10), 0:45  | Угол Гарридо выбросил полотенце.                                                                                                 |
| 34-1      | 8 февраля 2012   | Ричард Холл (30-8)         | Москва          | RTD 8 (10), 3:00  | Остановка из-за рассечения. |
| 33-1      | 11 марта 2011    | Ремигюс Зяусис (13-33-3)   | Кемерово        | UD (8)            | 80-72, 80-72, 80-72. |
| 32-1      | 2 июля 2009      | Дарнелл Уилсон (23-8-3)    | Москва          | RTD 10 (12), 3:00 | Защитил титулы WBO Asia-Pacific и PABA. Уилсон отказался выйти на 11 раунд.                                                      |
| 31-1      | 6 декабря 2008   | Роб Кэллоуэй (69-9-2)      | Нижний Новгород | TKO 7 (12), 1:25  | Завоевал вакантные титулы WBO Asia-Pacific, WBC Asian Boxing Council, PABA. Кэллоэуй 8 раз в нокдауне.                           |
| 30-1      | 31 июля 2008     | Талгат Досанов (11-9-1)    | Казань          | UD (8)            | 80-72, 80-72, 80-72. |
| 29-1      | 23 февраля 2008  | Майкл Симмс (19-8-1)       | Екатеринбург    | UD (8)            | 80-72, 80-72, 80-72. |
| 28-1      | 17 ноября 2007   | Лауделину Баррус (25-1)    | Магдебург       | KO 8 (12), 2:22   | Защитил титул WBO Asia Pacific. Баррус в нокдауне в 6 раунде.                                                                    |
| 27-1      | 28 июля 2007     | Жан-Клод Бикуа (14-5-1)    | Дюссельдорф     | UD (12)           | 120-106, 120-106, 120-106. Завоевал вакантный титул WBO Asia Pacific.                                                            |
| 26-1      | 17 февраля 2007  | Мирча Телецан (5-15-2)     | Магдебург       | KO 1 (8), 2:35    | Телецан 2 раза в нокдауне. |
| 25-1      | 28 октября 2006  | Фират Арслан (25-3-1)      | Штутгарт        | TKO 5 (12), 2:28  | Отборочный бой WBA. |
| 25-0      | 29 июля 2006     | Мауро Ордиалес             | Оберхаузен      | TKO 3 (12), 2:15  | Завоевал вакантный титул WBC. |
| 24-0      | 07 января 2006   | Павел Мелкомян             | Мюнхен          | KO 5 (10), 0:44   | |
| 23-0      | 25 октября 2005  | Шейн Шварц                 | Вена            | TKO 7 (10)        | |
| 22-0      | 15 апреля 2005   | Асмир Войнович             | Екатеринбург    | TKO 8 (10)        | |
| 21-0      | 1 февраля 2005   | Денис Саломка              | Москва          | KO 2 (8)          | |
| 20-0      | 1 октября 2004   | Джейсон Робинсон           | Казань          | UD 10             | |
| 19-0      | 30 марта 2004    | Сол Монтана                | Инглвуд         | TKO 9 (12), 2:02  | Завоевал вакантный титул IBO. |
| 18-0      | 3 декабря 2003   | Муслим Биарсланов          | Екатеринбург    | TKO 3 (10)        | |
| 17-0      | 31 августа 2003  | Ян Кульков                 | Прокопьевск     | TKO 5 (10)        | |
| 16-0      | 06 июня 2003     | Александр Гаращенко        | Ростов-на-Дону  | UD 8              | |
| 15-0      | 8 апреля 2003    | Александр Субин            | Москва          | UD 8              | |
| 14-0      | 30 января 2003   | Акмал Асланов              | Екатеринбург    | TKO 4 (8)         | |
| 13-0      | 25 декабря 2002  | Павел Калабин              | Казань          | TKO 4 (10)        | |
| 12-0      | 15 ноября 2002   | Игорь Пилипенко            | Запорожье       | DQ 3 (6)          | |
| 11-0      | 25 августа 2002  | Теймураз Кекелидзе         | Прокопьевск     | UD 10             | |
| 10-0      | 04 июля 2002     | Седрак Агагулян            | Екатеринбург    | TKO 4 (8)         | |
| 9-0       | 23 мая 2002      | Михаил Баловнев            | Екатеринбург    | TKO 5 (8)         | |
| 8-0       | 25 апреля 2002   | Сергей Крупенич            | Пермь           | TKO 5 (6)         | |
| 7-0       | 28 марта 2002    | Дмитрий Герасимов          | Пермь           | TKO 4 (6)         | |
| 6-0       | 28 февраля 2002  | Юрий Билинчук              | Екатеринбург    | TKO 4 (6)         | |
| 5-0       | 21 декабря 2001  | Евгений Галченко           | Екатеринбург    | TKO 2 (6)         | |
| 4-0       | 28 октября 2001  | Валерий Макеев             | Екатеринбург    | TKO 5 (6)         | |
| 3-0       | 24 августа 2001  | Цезарь Рамос               | Прокопьевск     | TKO 3 (6)         | |
| 2-0       | 24 июля 2001     | Тимофей Маклаков           | Москва          | TKO 2 (6)         | |
| 1-0       | 13 апреля 2001   | Валерий Семишкур           | Москва          | UD 6              | Профессиональный дебют. |

## Достижения

### Титулы

#### Профессиональные мировые
- 2014—2016  Чемпион мира по версии WBC.

#### Профессиональные региональные
- 2002  Чемпион Сибири.
- 2003  Чемпион России.
- 2004  Чемпион IBO International
- 2006  Чемпион WBC International
- 2007-2009  Чемпион WBO Asia-Pacific.
- 2008  Чемпион WBC Asian Boxing Council
- 2008-2009  Чемпион Азии по версии PABA.
- 2012  Чемпион WBA International
- 2013—2014  Чемпион Европы по версии EBU.

#### По кикбоксингу и тайскому боксу
- Победитель Первенства России по кикбоксингу среди юношей 1995 год.
- Чемпион Европы по тайскому боксу в 2000 году.
- Чемпион мира по тайскому боксу в 2001 году.

## Членство в общественных организациях
- Член Общественной палаты Российской Федерации (избран от 21 марта 2017 года от Общественной палаты Кемеровской области)[7]
- Вице-президент Федерации тайского бокса России (с июля 2016 - настоящее время)
- Президент Федерации тайского бокса города Москвы (с апреля 2015 года по настоящее время)
- Президент Федерации бокса Кузбасса (с апреля 2015 года по настоящее время)

## Награды и звания
- Орден «Доблесть Кузбасса» (2008) [8][9]